# Cortes de Leão de 1188
As Cortes de Leão celebradas em 1188 desenvolveram-se no começo do reinado de Afonso IX no claustro da Basílica de Santo Isidoro, tal como se encontra registado numa comunicação do monarca ao Arcebispo de Compostela.
Nestas primeiras cortes foram incorporados representantes da camada popular, os cidadãos. Este modelo seria adotado mais tarde em Castela e Catalunha e, mais adiante, no resto da Europa[carece de fontes?].
Na sequência de um abrandamento da Reconquista, a coroa leonesa vê-se obrigada a instituir novos impostos para suprimir as deficiências financeiras, provocando a inflação dos preços. A classe popular exigia contrapartidas, bem como que a Coroa refreasse os gastos.